# 헬룰란드

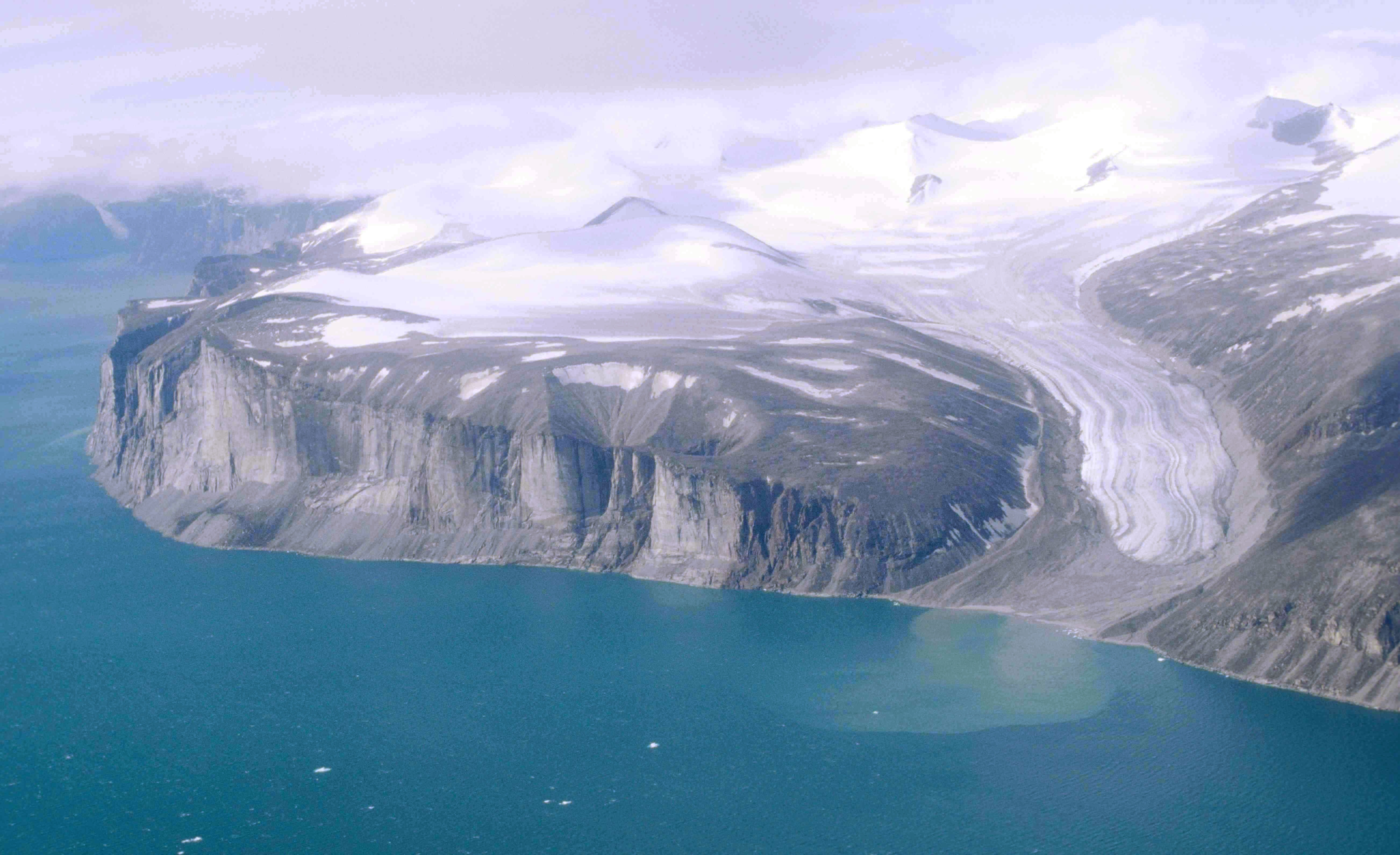
탁상처럼 평평한 지평선을 가진 배핀섬 해안

헬룰란드(고대 노르드어: Helluland)는 기원후 1000년경을 전후해 노르드인들이 북아메리카 북대서양 해안에서 발견한 세 땅 중 하나이다. 뱌르니 헤룔프손이 목격하고 레이프 에이릭손이 조우했으며 토르핀 카를세프니가 탐사했다. 나머지 두 땅은 헬룰란드 남쪽의 마르클란드와 더욱 남쪽의 빈란드이다.
노르드어로 "평평한 돌"을 "헬라(hella)이며 즉 헬룰란드는 "평평한 돌의 땅"이라는 뜻이 된다. 오늘날 학자들은 대부분 헬룰란드가 캐나다 누나부트 준주의 배핀섬이라는 데 동의하고 있다.

## 같이 보기
- 랑스 오 메도즈